# Marisa González (artista)
Marisa González (Bilbao, 1945) és una artista multimèdia basca amb més de 40 anys de trajectòria artística. Pionera a Espanya de l'ús de les noves tecnologies en l'art contemporani. Treballa en diferents disciplines com a fotografia, instal·lacions, videoart o net-art. Vicepresidenta de MAV, Dones a les Arts Visuals des de 2010.

## Biografia
A la seva ciutat natal cursa la Carrera Superior de piano. El 1967 es trasllada a Madrid per estudiar a l'Escola Superior de Belles arts de San Fernando. Mentre cursa els seus estudis el 1970 organitza la Primera Exposició lliure i permanent a l'Escola de Belles arts de Madrid on van participar tants alumnes com a artistes reconeguts de l'època. Aquest mateix any assisteix a Belgrad al Congrés Internacional de l'Ensenyament de les Belles arts de la UNESCO com a representant dels alumnes de l'Escola Superior de Belles arts de Madrid i de la recentment creada Associació d'Artistes Plàstics. Va finalitzar els seus estudis el 1971.
El mateix any en el qual acaba la carrera, es va traslladar als Estats Units per completar els seus estudis de Màster en l'Institut d'Art de Chicago (SAIC) on es va especialitzar en l'ús de les noves tecnologies aplicades a les pràctiques artístiques en el departament de Generative Systems on va ser alumna de la fundadora d'aquest departament, Sonia Landy Sheridan.
El 1974 es va incorporar a un programa per a joves professionals al centre d'ensenyament d'art contemporani pertanyent a la Galeria d'Art Corcoran de Washington DC, la Corcoran School of the Arts and Design. És aquí on va desenvolupar el seu projecte feminista Violència Dona, juntament amb la seva professora Mary Beth Edelson.
Durant els seus estudis als Estats Units va formar part de manera acérrima de les manifestacions i el moviment social en contra de la Guerra del Vietnam, aspecte que es va veure reflectit en algunes de les seves obres.
El 1977, finalment es gradua amb un BFA en la Corcoran School of the Arts and Design i rep el premi de finalització de Carrera. A l'any següent, torna a Madrid per continuar amb la seva trajectòria artística i comença a realitzar en aquests anys les seves primeres exposicions individuals dins d'algunes de les galeries de la capital.
Va formar part de la primera edició d'ARC el 1982 juntament amb artistes com Paloma Navares i altres artistes de la mà de la Galeria Aele. Uns anys després, va participar en l'exposició inaugural del Museu Nacional Centre d'Art Reina Sofia de Madrid (1986) anomenada Processos: Cultura i Noves Tecnologies, juntament amb la seva antiga professora Sonia Landy Sheridan i altres artistes com Marina Abramović, John Cage, José María Yturralde, i Salvador Dalí, entre molts altres.
El 1992, va dirigir en el Cercle de Belles arts de Madrid el Taller d'Art Actual, La poètica de la tecnologia, i a l'any següent, el 1993, juntament amb els seus alumnes, va realitzar la seva Estació Fax/Fax Station, una instal·lació interactiva que funciona a través de màquines de Fax. Aquest mateix any, comença la seva sèrie Clònics en els quals utilitza ninots com a referència al cos humà.
Amb l'arribada del nou mil·lenni, va iniciar un projecte sobre la decadència dels edificis industrials del segle XX anomenat La Fàbrica, que documenta el desmuntatge d'una vella fàbrica de farines a Bilbao. Posteriorment documentaria també el desmuntatge de la central nuclear de Lemoiz, que mai va arribar a estar activa.
Els seus últims projectes tenen una faceta més feminista, a través dels quals mostra a la imatge de la dona des de diferents cultures, seguint, de la mateixa manera que en els seus altres projectes, un procés de documentació. Entre aquests es troben Elles filipines, El missatge del kanga o Birmània. En 2012, va ser l'única artista convidada a participar en la  Biennal de Venècia d'Arquitectura d'aquest mateix any, en l'exposició curatorial Common Ground, on es va exposar Elles, filipines. També va participar en 2013 en l'exposició col·lectiva Genealogies Feministes en el MUSAC de León juntament amb altres artistes com Pilar Aymerich, Eugenia Balcells, Carmen Calvo o Eva Lootz, entre d'altres.
En 2015, va realitzar una exposició retrospectiva, Registres Domesticats, per a l'espai de Tabacalera Promoció de l'Art de Madrid.

## Exposicions
- Registres Domesticats. Tabacalera Promoció de l'Art. Madrid. 2015.
- La Fàbrica. Sala Rekalde. Bilbao. 2001.
- La Fàbrica. Fundació Telefònica. Madrid. 2000.
- Processos. Cultura i Noves Tecnologies. Museu Nacional Centre d'Art Reina Sofia. Madrid. 1986.
- ARC 1982. Galeria Evelyn Botella (Galeria Aele) Madrid. 1982.
- Electrografías. Galeria Evelyn Botella (Galeria Aele) Madrid. 1981. Primera exposició individual a Madrid.